# Dąbrówka (powiat radomszczański)
Dąbrówka – wieś w Polsce położona w województwie łódzkim, w powiecie radomszczańskim, w gminie Radomsko.
W latach 1975–1998 miejscowość należała administracyjnie do województwa piotrkowskiego.
Przez miejscowość przepływa niewielka rzeka Radomka, dopływ Warty.